# Fluxinella lepida
Fluxinella lepida är en snäckart som beskrevs av B.A. Marshall 1983. Fluxinella lepida ingår i släktet Fluxinella och familjen Seguenziidae. Inga underarter finns listade i Catalogue of Life.